# 费直
费直（?—?），西汉儒学学者。字长翁，东莱郡（今山东省莱州市）人。
费直学习《易经》，担任郎官，官至单父（今山东省菏泽市单县）县令。费直擅长卜卦占筮，没有文章章句，只以彖、象、系辞十篇（易传）解说上下经。他教授弟子王璜。号称费氏易。费氏易和高氏易都没有立于学官。

## 延伸阅读
[在维基数据编辑]
 《漢書·卷088》，出自班固《漢書》